# Katholische Universität Nordchile

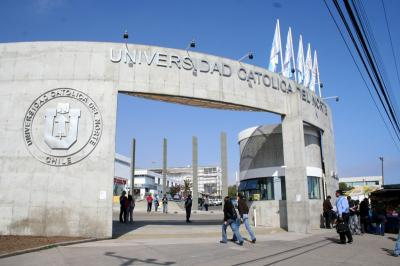
Zugang zum Campus der UCV in Antofagasta

Die Katholische Universität von Nordchile (span.: Universidad Católica del Norte, kurz: UCN) ist eine römisch-katholische Universität kirchlichen Rechts in Antofagasta (Chile).
Die Gründung erfolgte durch Initiative von Jesuiten und Unterstützung von Berta González de Astorga am 31. Mai 1956 gegründet. 1964 wurde sie vom Bildungsministerium anerkannt.
Im Jahr 2013 hatte sie 10.141 pregrado Studenten und 468 posgrado Studenten.
Rektor ist Jorge Tabilo Álvarez; Großkanzler ist Ignacio Francisco Ducasse Medina, Erzbischof von Antofagasta.

## Fakultäten
- Bau- und Ingenieurbauwissenschaften
- Naturwissenschaften
- Meereswissenschaften
- Wirtschaft und Verwaltungswissenschaften
- Geisteswissenschaften
- Ingenieurwissenschaften und Geowissenschaften
- Medizinwissenschaften
- Rechtswissenschaften

## Persönlichkeiten
- Carlos Aldunate Lyon SJ (1916–2018), Professor und Rektor (1966–1968)